# Parc de Shiba
Le parc de Shiba (芝公園, Shiba Kōen) est un parc public situé dans le quartier de Shiba de l'arrondissement de Minato au sud du centre de Tokyo, construit autour du temple bouddhiste Zōjō-ji.

## Situation
Le parc est situé entre les bureaux municipaux de Minato et la Tour de Tokyo. Beaucoup de sentiers dans le parc offrent une vue imprenable sur la Tour de Tokyo, de sorte que le parc est un endroit populaire pour les rendez-vous et apparaît à la télévision et dans de nombreuses séquences filmées.
Le parc est desservi par la station de métro Shibakōen sur la ligne Mita.

## Histoire
Vers la fin des années 1860, le gouvernement de Meiji, issu de la révolution du même nom qui met fin au shogunat Tokugawa, instaure un shintoïsme d'État. Dès 1868, la promulgation d'une série d'ordonnances sur la ségrégation entre le shintō et le bouddhisme entraîne dans tout le Japon le retour en force du mouvement Haibutsu kishaku, un courant de pensée qui prône l'expulsion du bouddhisme du pays. Des lieux de culte bouddhique sont détruits et une grande partie du patrimoine religieux des temples est dispersée,. En particulier, en 1873, le nouveau pouvoir confisque des terres au clergé du temple Zōjō, un ancien lieu de culte officiel de la dynastie Tokugawa. Les terres confisquées sont aménagées en un parc la même année,.
Thomas Glover y avait sa résidence à Tokyo.
Une partie du terrain appartenait autrefois à la résidence du clan Ōkubo à Edo.  
Les jardins du palais de Shiba (Shiba Onshi-koen), emplacement de l'ancien palais indépendant de Shiba, appartiennent à la municipalité et sont ouverts au public. Les jardins Arisugawa ont été achetés par l'agence impériale en 1875. Les terres ont depuis été offertes pour l'utilisation et la jouissance du public.
Un arbre planté dans le parc par le président Ulysses S. Grant y pousse encore aujourd'hui.

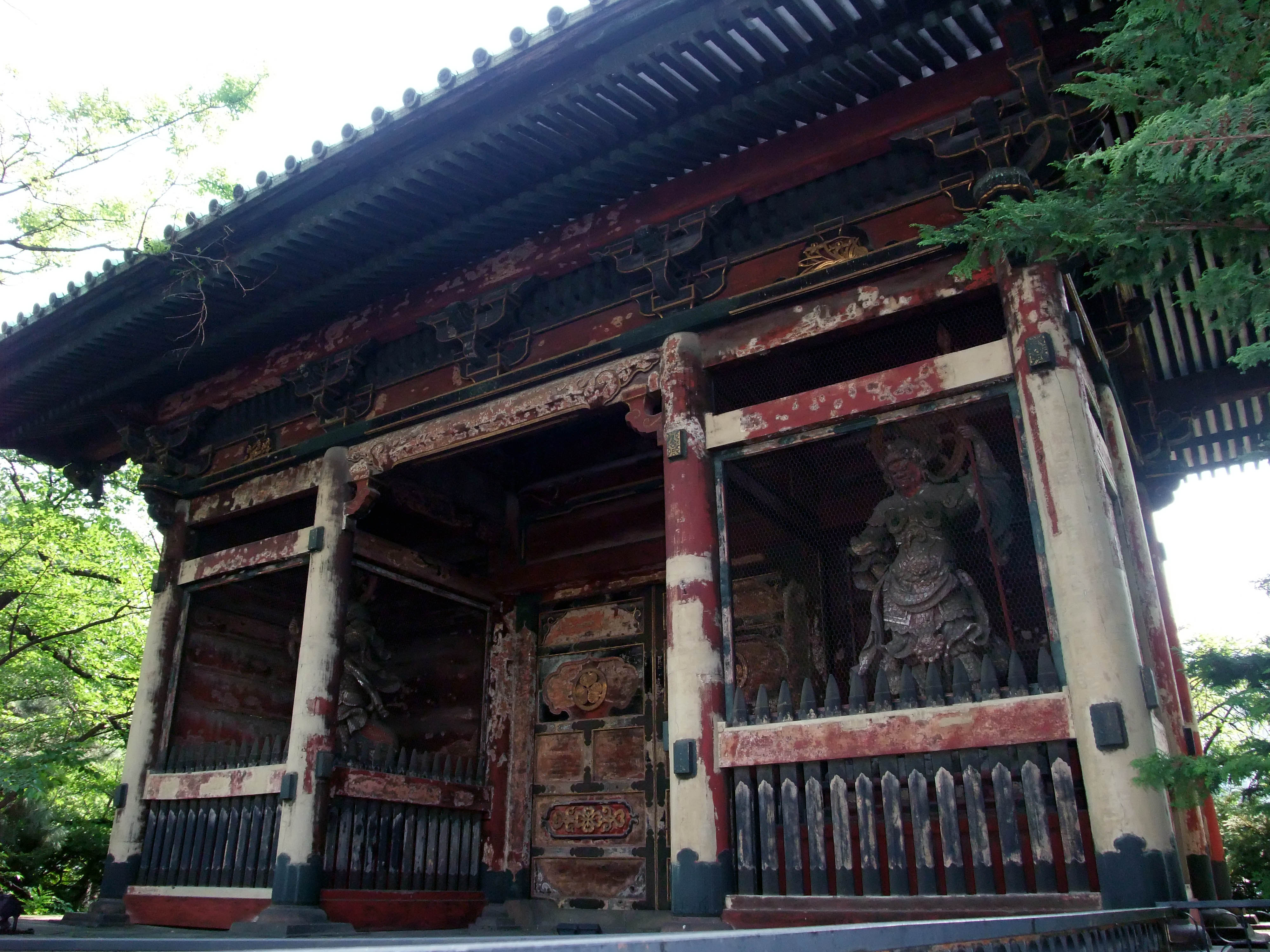
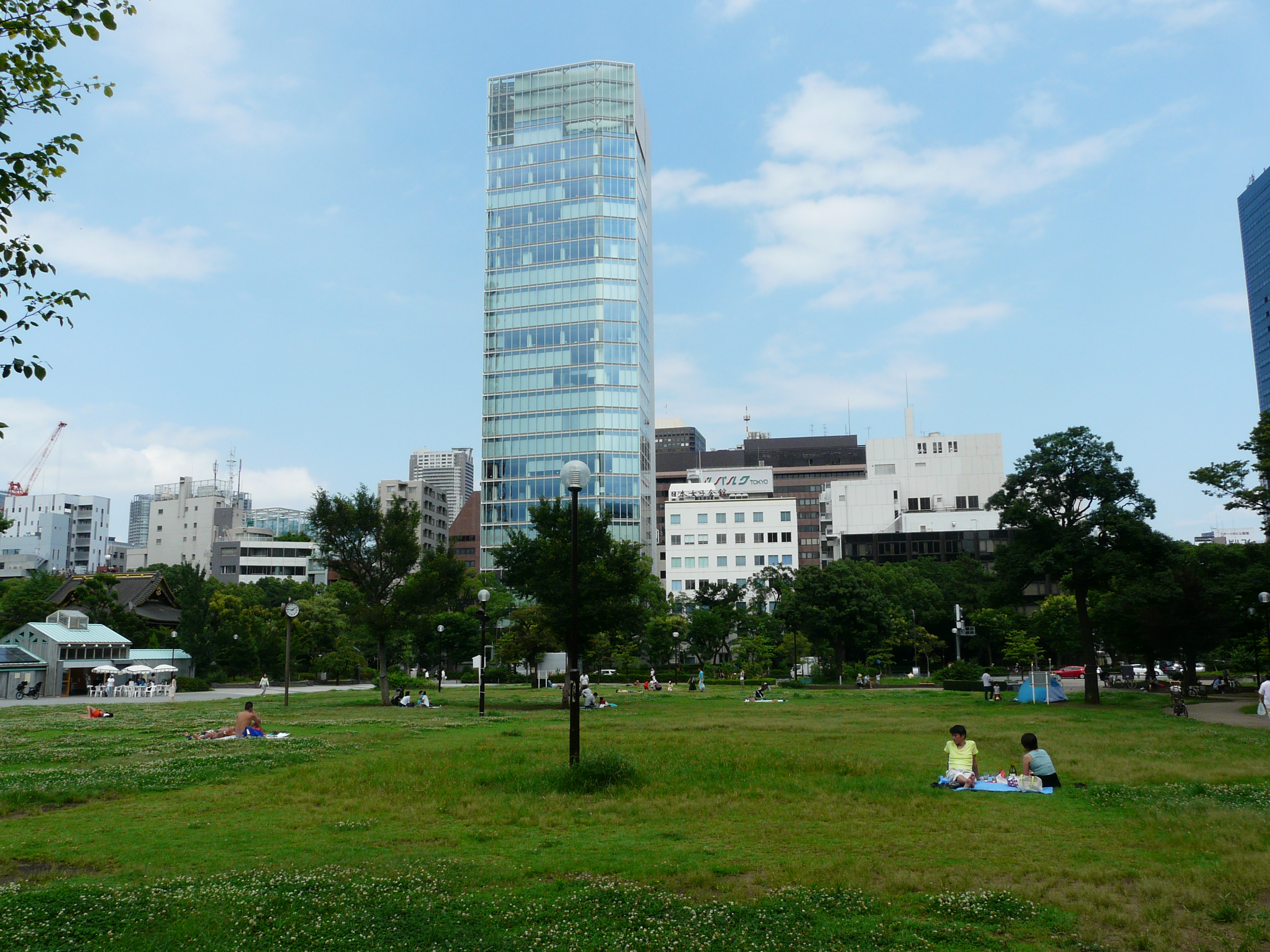
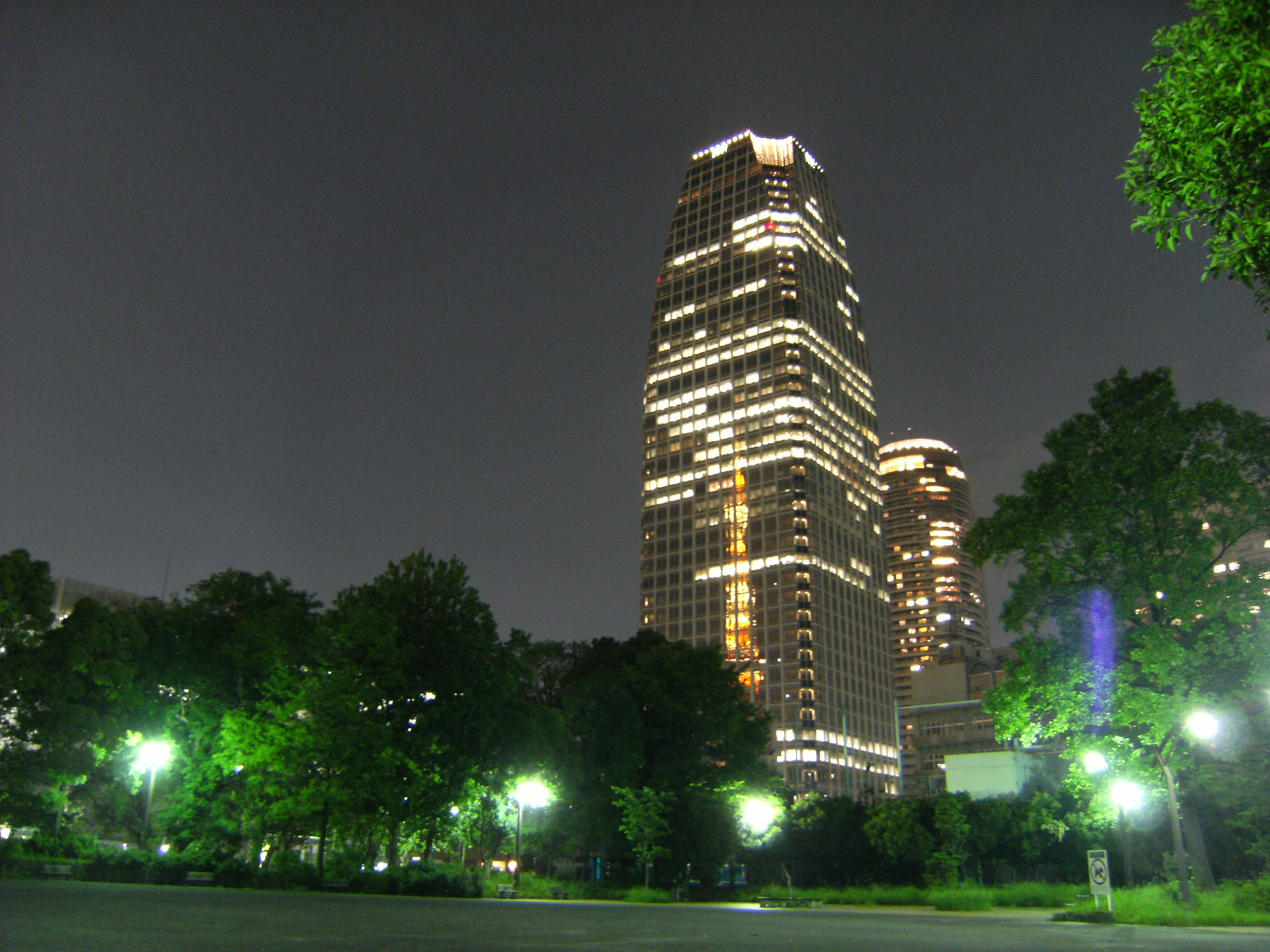
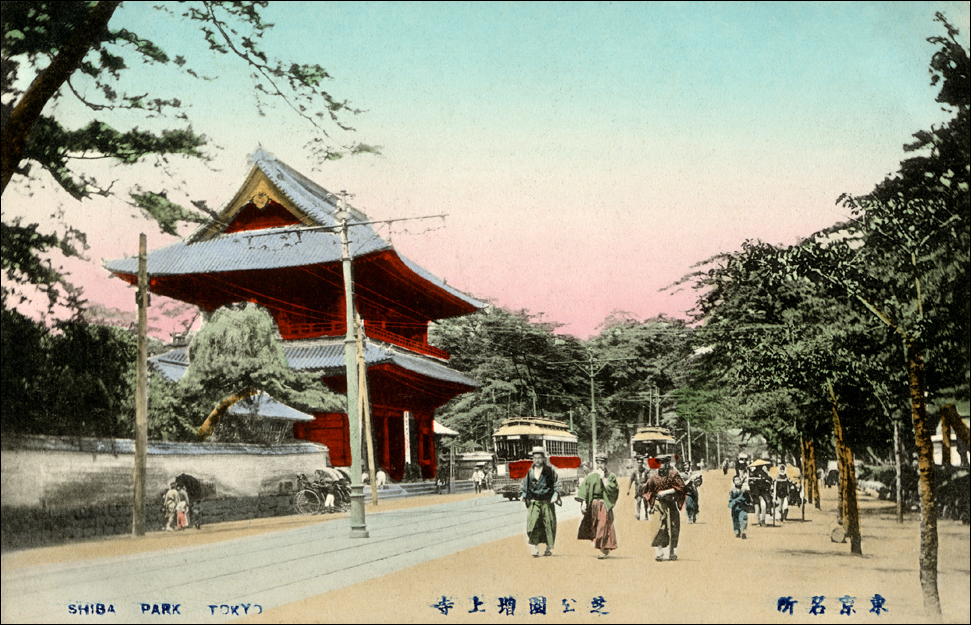
1920
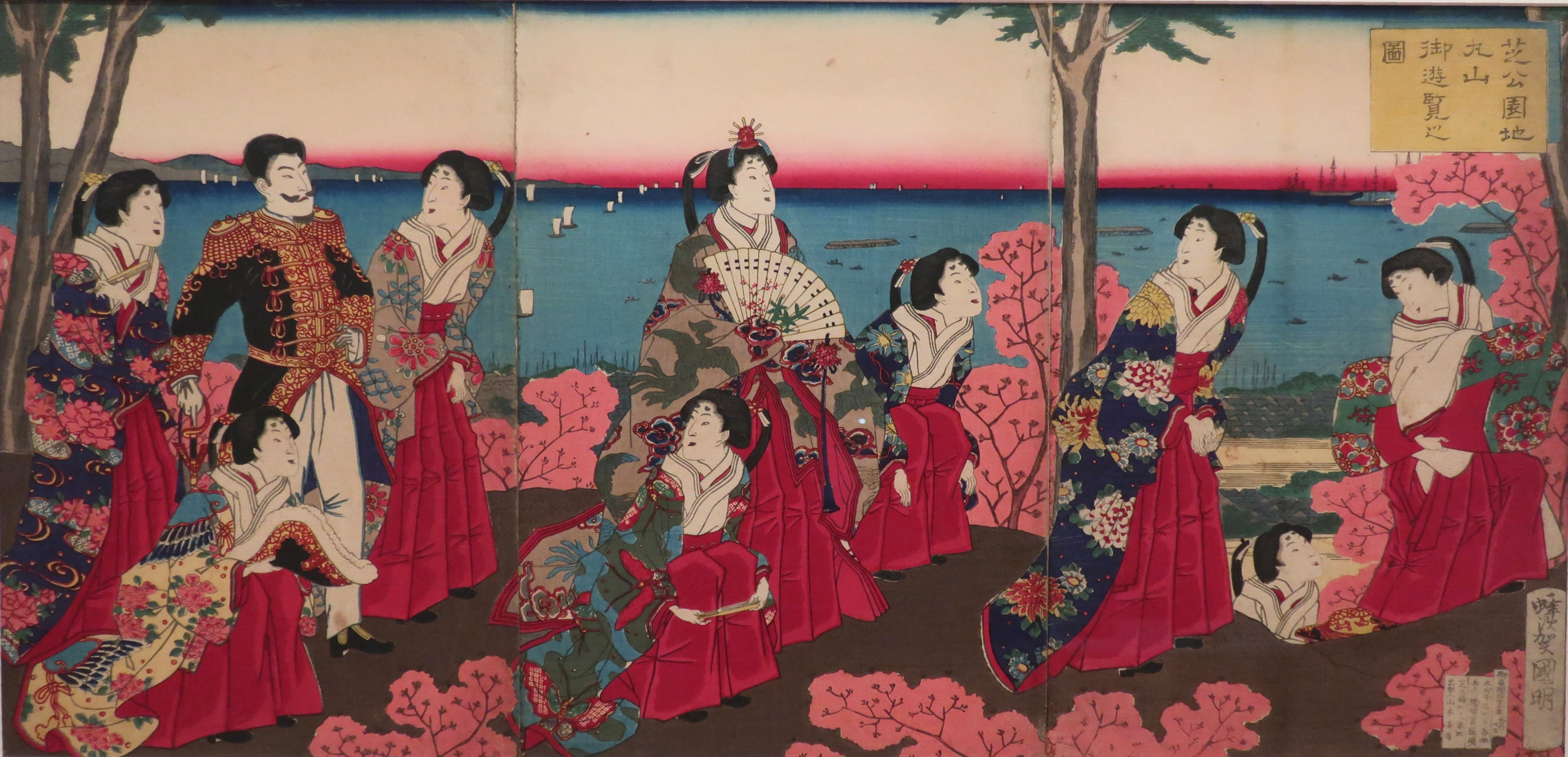
Utagawa Kuniaki II